# Isotopes d'Albuquerque
Les Isotopes d'Albuquerque (en anglais : Albuquerque Isotopes) sont une équipe de ligue mineure de baseball basée à Albuquerque (Nouveau-Mexique). Affiliés depuis 2015 à la formation de MLB des Rockies du Colorado, les Isotopes jouent au niveau Triple-A en ligue de la côte du Pacifique. Ils évoluent depuis 2003 au Isotopes Park d'une capacité de 11 124 places.

## Histoire
Après le déménagement des Dukes d'Albuquerque à Portland en 2000, Albuquerque reste sans représentant en PCL jusqu'en 2003 et la création des Isotopes à la suite du transfert de la franchise canadienne des Cannons de Calgary.
Le choix du nom de la franchise est directement inspiré de la série Les Simpson où l'équipe locale porte le nom des Isotopes de Springfield. Dans l'épisode Homer fait la grève de la faim, diffusé en mars 2001, les  Isotopes de Springfield sont convoités par Alburquerque, encore sous le choc de la perte des Dukes. Ce choix fut confirmé par un vote à 67 % de 120 000 personnes à Albuquerque.

## Saisons des Isotopes
| Saison | Vic.-Déf. | Class. | Playoffs     |
| ------ | --------- | ------ | ------------ |
| 2003   | 74-70     | 1er    | Demi-finales |
| 2004   | 67-77     | 4e     | -            |
| 2005   | 78-66     | 2e     | -            |
| 2006   | 70-72     | 4e     | -            |
| 2007   | 72-70     | 2e     | -            |
| 2008   | 68-75     | 2e     | -            |
| 2009   | 80-64     | 1er    | Demi-finales |
| 2010   | 72-71     | 2e     | -            |
| 2011   | 70-74     | 2e     | -            |
| 2012   | 80-64     | 1er    | Demi-finales |
| 2013   | 76-68     | 2e     | -            |
| 2014   | 62-80     | 3e     | -            |
| 2015   | 62-82     | 3e     | -            |
| 2016   | 71-72     | 2e     | -            |
| 2017   | 68-73     | 3e     | -            |
| 2018   | 63-77     | 4e     | -            |
| 2019   | 60-80     | 4e     | -            |